# Cheilopora sincera
Cheilopora sincera är en mossdjursart som först beskrevs av Smitt 1867.  Cheilopora sincera ingår i släktet Cheilopora och familjen Cheiloporinidae. Utöver nominatformen finns också underarten C. s. orientalis.